# Zofia Łuszczkiewicz
S. Izabela Zofia Łuszczkiewicz  (ur. 23 kwietnia 1898 w Krakowie, zm. 8 sierpnia 1957 w Krakowie) – polska zakonnica.

## Życiorys

### Dzieciństwo i młodość
Zofia Izabela Łuszczkiewicz urodziła się w Krakowie 23 kwietnia 1898. Jej ojciec Michał Łuszczkiewicz był adwokatem zasłużonym dla Krakowa. Pochodziła z inteligenckiej rodziny powiązanej z Uniwersytetem Jagiellońskim. Uczyła się w szkole sióstr urszulanek w Krakowie, a po maturze rozpoczęła studia na Wydziale Filozoficznym Uniwersytetu Jagiellońskiego. Studia ukończyła 4 października 1922.

### Powołanie zakonne
Wstąpiła do Zgromadzenia Sióstr Miłosierdzia w Krakowie w 1923. Odbywała postulat w domu św. Kazimierza we Lwowie, a seminarium w domu macierzystym Zgromadzenia w Paryżu od 3 września 1923 do 30 sierpnia 1924. Śluby złożyła 8 września 1928. 

### Dwudziestolecie międzywojenne
W Bordeaux odbywała praktykę pielęgniarską, następnie w Paryżu lata 1925-1928. Dzięki biegłej znajomości języków obcych ukończyła we Francji 5 maja 1927 Wyższą Szkołę Pielęgniarską. Po powrocie do Polski została skierowana do pracy w szpitalu Powszechnym we Lwowie, gdzie pracowała od 18 sierpnia 1926 do 20 grudnia 1939, gdzie na początku była pielęgniarką, a potem dyrektorką szkoły pielęgniarskiej przy tym szpitalu. Dzięki kontaktowi ze szkołą paryską poznawała i przenosiła do lwowskiej szkoły: nowe techniki medyczne oraz nową aparaturę medyczną. W latach trzydziestych brała udział w zjazdach pielęgniarek w Paryżu, Londynie, Wiedniu, Wilnie. W 1939 w Nowym Jorku zwiedziła światową wystawę o tematyce medycznej. Szkoliła się w amerykańskich szpitalach teoretycznie i praktycznie. Zaobserwowała tam wykorzystanie środków audiowizualnych w terapii pacjentów. Zdobyła uprawnienia kinooperatora i dzięki zdobytemu doświadczeniu wprowadziła wyświetlanie filmów w szpitalu, które cieszyły się popularnością w szpitalu i wśród widzów z okolicy. Znała kilka języków obcych, posiadała prawo jazdy na samochody osobowe i ciężarowe, była fotografem amatorem, miała uprawnienia kinooperatora.

### II wojna światowa
Po otrzymaniu informacji o możliwości wybuchu wojny wróciła z USA do Polski. Po ataku ZSRR na Polskę była poszukiwana przez NKWD. Po ucieczce ze Lwowa na fałszywych dokumentach do Krakowa a następnie do Zebrzydowic koło Kalwarii. Zajmowała się tam pomocą okolicznej ludności. Związała się z ruchem oporu. Prowadziła nasłuch radiowy, redagowała gazety konspiracyjne, przejmowała zrzuty lekarstw i materiałów opatrunkowych z Londynu. Jesienią 1944, po doniesieniu Niemcy przeprowadzili rewizję w domu szarytek, ponieważ nie było jej tam wtedy uniknęła aresztowania.

### Aresztowanie

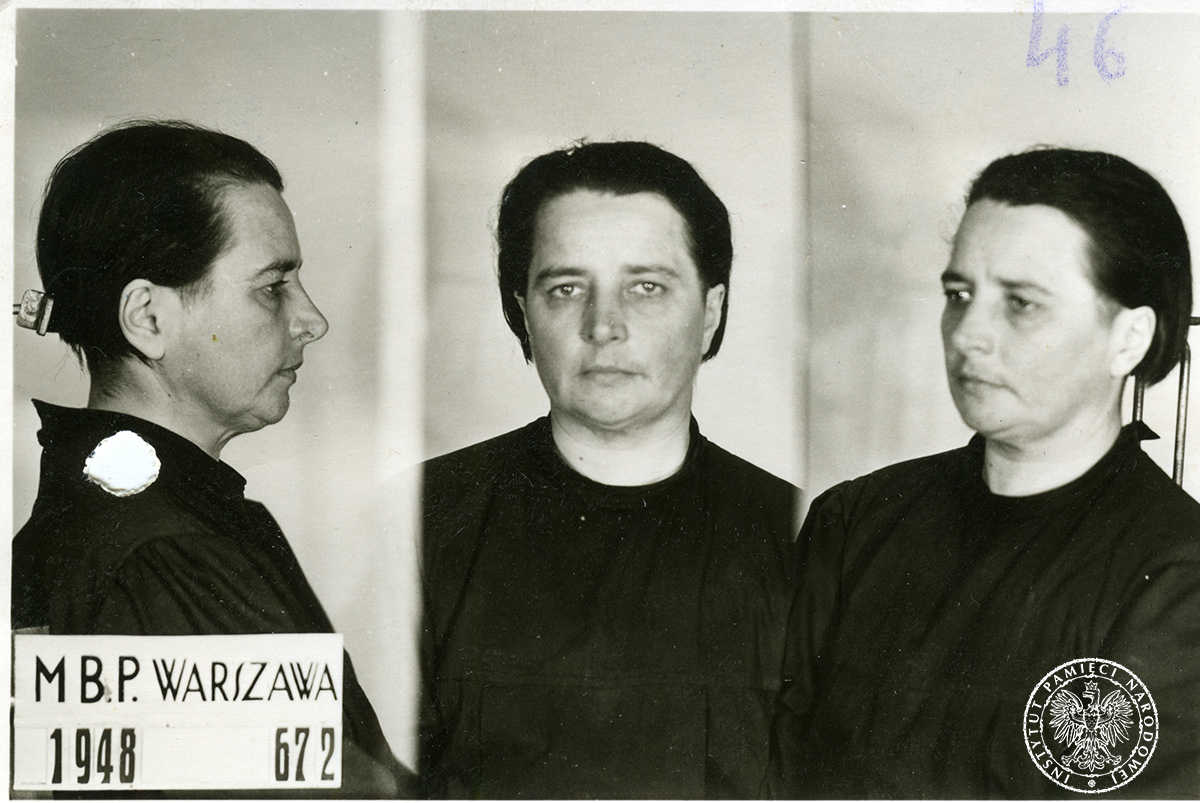
Zdjęcia sygnalityczne Zofii Łuszczkiewicz. Warszawa, 1948

Od 19 marca 1945 pracowała w szpitalu w Rzeszowie, gdzie wspólnie z zaufanymi lekarzami pomagała partyzantom w ucieczkach ze szpitala. Opuściła szpital 16 sierpnia 1946. Następnie przebywała w domu prowincjonalnym w Krakowie, potem w Zebrzydowicach do 28 sierpnia 1948. Prowadziła tam kancelarię w przedszkolu i opiekowała się chorymi. W Zebrzydowicach spotkała Adama Doboszyńskiego, który powrócił po wojnie z emigracji. Przez kilka tygodni mieszkał w Zebrzydowicach. Po wyjeździe z Zebrzydowic został aresztowany przez UB. W trakcie brutalnych przesłuchań powiedział o pomocy udzielonej mu przez siostrę Izabelę, co było powodem jej aresztowania w Wadowicach 27 sierpnia 1948.

### Śledztwo
Pierwsze dwa lata w areszcie śledczym były dla niej bardzo trudne, ponieważ nie wyraziła zgody na podpisanie sfałszowanego protokołu przesłuchania była poddana brutalnemu śledztwu. Na wyreżyserowanym przez UB procesie miała świadczyć, że Pius XII działał na szkodę państwa polskiego.

### Proces
Wyrokiem Wojskowego Sądu Wojskowego w Warszawie 23 listopada 1949 została skazana 15 lat pozbawienia wolności. Rozprawa odbyła się w celi więziennej. Po wniesieniu odwołania od wyroku przez Naczelną Prokuraturę Wojskową podczas tajnego procesu została skazana przez Wojskowy Sąd Rejonowy na trzykrotną karę śmierci, przepadek całego mienia, utratę praw obywatelskich. Podczas oczekiwania na wykonanie wyroku śmierci, przez trzy miesiące ustawicznie była wywoływana na wykonanie wyroku. 22 marca 1950 jej adwokat złożył skargę rewizyjną o zmianę wyroku 10 maja 1950 Sąd zmienił wyrok śmierci na dożywotnie pozbawienie wolności.

### Więzienie
Była więziona w Fordonie i Inowrocławiu. W 1956 wskutek złego stanu zdrowia od 15 czerwca 1956 otrzymała półroczny urlop. Najwyższy Sąd Wojskowy 7 listopada 1956 zmniejszył jej karę więzienia do czterech lat i uznał ją za odbytą.

### Choroba i śmierć
Podczas pobytu w więzieniu, wskutek tortur podczas śledztwa, zachorowała na gruźlicę kości i na złośliwy nowotwór szczęki w pobliżu wybitych zębów. Pomimo próby leczenia nie udało się jej uratować. Zmarła 8 sierpnia 1957 w domu prowincjonalnym w Krakowie, została pochowana w grobowcu sióstr miłosierdzia na Cmentarzu Rakowickim.

### Unieważnienie wyroku
Wyrok skazujący został unieważniony przez Sąd Wojewódzki w Warszawie 12 lutego 1993 w związku z jej działalnością na rzecz niepodległego bytu Państwa Polskiego.